# O Último Rei da Escócia
The Last King of Scotland (bra/prt: O Último Rei da Escócia) é um filme britânico de 2006, do gênero drama histórico-biográfico, dirigido por Kevin Macdonald, com roteiro baseado no romance homônimo de Giles Foden inspirado em passagens da vida do militar Idi Amin Dada, ditador de Uganda entre 1971 a 1979.
Apesar de ser inspirada em fatos, a história é contada através da perspectiva de um fictício médico escocês.

## Sinopse
O médico recém-formado Nicholas Carrigan resolve se aventurar pelo mundo em busca de novas experiências. O destino escolhido é Uganda, país localizado na região central da África. Lá, o médico reside em uma pequena cidade, servindo o hospital principal. O presidente do país, Idi Amin, sofre uma pequena lesão nas mãos enquanto visita a cidade. Por acaso, o médico requisitado para socorre-lo é Carrigan, que acaba por prestar socorro ao presidente. A partir disso, Amin propõe a ele que se torne seu médico pessoal. Relutante, Nicholas aceita a proposta. Durante seu mandato, o médico se torna também seu amigo e conselheiro, participando de reuniões e representando o presidente em algumas ocasiões. Devido a algumas situações, ao decorrer do tempo Nicholas descobre que Amin não é quem parecia ser.
Temendo pela própria vida, o jovem médico decide sair do país, que se tornara perigoso para ele. Ao mesmo tempo que Garrigan vive o dilema de ter que matar o presidente para poder sair do país, ele se vê numa difícil situação ao se envolver com uma das mulheres do ditador.

## Elenco
| Intérprete          | Personagem            |
| ------------------- | --------------------- |
| James McAvoy        | Dr. Nicholas Garrigan |
| Forest Whitaker     | Idi Amin              |
| Kerry Washington    | Kay Amin              |
| David Oyelowo       | Dr. Junju             |
| Abby Mukiibi Nkaaga | Masanga               |
| Adam Kotz           | Dr. Merrit            |
| Gillian Anderson    | Sarah Merrit          |

## Prêmios e indicações
Oscar 2007
- Venceu
  - Melhor ator (Forest Whitaker)[6]

Prêmios Globo de Ouro 2007
- Venceu
  - Melhor ator - drama (Forest Whitaker)[7]